# Relações entre Brasil e Trindade e Tobago
As relações entre Brasil e Trindade e Tobago são relações bilaterais entre o Brasil e Trindade e Tobago. Trindade e Tobago tem uma embaixada em Brasília e o Brasil tem uma embaixada em Port of Spain.

## História
Em 1942, um Vice-Consulado foi criado como o primeiro passo para as relações Brasil-Trinidadiana. Em 1965, foi criada a Embaixada do Brasil em Port of Spain, estabelecendo relações oficiais entre os dois países. Em 2008, Patrick Manning visitou Brasília para assinar 4 acordos incluindo um entendimento sobre energia. Em 2009, o Presidente Luiz Inácio Lula da Silva e o ministro das relações exteriores Celso Amorim visitam Trindade e Tobago para a Cúpula das Américas. Os líderes executivos de Trindade e do Brasil continuaram a visitar os países uns dos outros na última década, promovendo melhores relações.

## Comércio
Em 2017, Trindade e Tobago importou US$ 205 milhões em mercadorias. Em 2012, o comércio foi de US$ 1 bilhão, sendo as principais exportações entre as duas nações produtos petrolíferos e petróleo. A T&T enviou técnicos ao Brasil para treinamento em produção de alimentos.

## Esportes
Vários jogadores de futebol brasileiros jogaram por times de Trindade e Tobago, como William Oliveira e Gefferson da Silva Goulart.